# Бенедетти, Марио
Марио Бенедетти (исп. Mario Benedetti, полное имя Марио Орландо Гамлет Харди Бренно Бенедетти Фаруджиа; 14 сентября 1920, Пасо-де-лос-Торос, Такуарембо — 17 мая 2009, Монтевидео) — уругвайский журналист, поэт и писатель, драматург, литературовед.

## Биография
Бенедетти родился в семье итальянских эмигрантов Бренно Бенедетти и Матильды Фаруджиа. В возрасте четырёх лет он вместе с родителями переехал в Монтевидео, где сосредоточилась едва ли не треть населения Уругвая. Отец его владел небольшой аптекой, семья жила скудно, нередко бедствовала.
С 1928 по 1933 год он посещал Немецкую школу в Монтевидео, а затем ещё год — лицей «Миранда». В 1935 году он был вынужден был бросить школу по финансовым причинам.
С 14 лет Бенедетти пришлось подрабатывать в фирме, производящей запасные части для автомобилей. В 1938—1941 годах он жил в Буэнос-Айресе в Аргентине, где работал стенографом в маленьком издательстве. Впоследствии Бенедетти прошёл через множество разнообразных учреждений, контор, которые и стали его жизненной школой.
В 1945 году он вернулся в Монтевидео и поступил на работу в редакцию еженедельной газеты «Марча», где проработал вплоть до 1974 года, когда газета была закрыта под давлением правительства Хуана Марии Бордаберри. С 1954 года Бенедетти возглавлял литературный отдел редакции.
Одновременно он руководил и литературной газетой «Маргиналия» (Marginalia) (1948—1949), затем в 1949 году стал членом редколлегии литературного журнала «Нумеро» (Número), одного из известнейших журналов Уругвая. В 1964 году он работал театральным критиком и ответственным за страницу, посвящённую литературе, в ежедневной газете «Ла Маньана» (La mañana). Он писал рецензии на кинофильмы в «Ла Трибуна Популар» (La tribuna popular) и сотрудничал с юмористическим журналом «Пелодуро» (Peloduro).
Писать он начал рано, мальчиком сочинил приключенческий роман, затем последовали стихи. Его первая книга была опубликована в 1945 году, но широкую известность ему принес роман «Передышка», напечатанный в 1960 году.
В 1946 году Марио Бенедетти женился на Лус Лопес Алегре. После государственного переворота 1973 года она осталась в Уругвае, заботясь о своих родителях, так что супруги в течение десяти лет не виделись.
В 1966 году Бенедетти являлся членом жюри премии, присуждаемой кубинским институтом культуры Дом Америк, участвовал во встрече, посвящённой Рубену Дарио. В 1967 году он принял участие во Втором конгрессе писателей Латинской Америки. В том же году он стал членом совета директоров Дома Америк, основав и возглавив центр исследования литературы, проработав там до 1971 года.
В конце 60-х — начале 70-х годов Марио Бенедетти вёл активную общественно-политическую жизнь.
В 1971 году он стал директором отдела испано-американской литературы философского факультета Республиканского университета (Universidad de la República) в Монтевидео.
В том же году Бенедетти, к тому времени занявший активную позицию против подписанного в 1948 году в Рио-де-Жанейро межамериканского военного договора, совместно с членами движения национального освобождения Тупамарос основал «Движение 26 марта», ставшее частью левой коалиции «Широкого фронта».
После государственного переворота в 1973 году он потерял свою должность в университете и был вынужден покинуть Уругвай на долгих двенадцать лет. Сначала он перебрался в Буэнос-Айрес, а затем в 1976 году, на Кубу. В 1980 году он переехал в Пальма-де-Майорка. Двумя годами позже он начал работать в еженедельнике «El País», а с 1983 года жил в Мадриде.
В марте 1983 года Бенедетти вернулся в Уругвай. С момента возвращения начинается новый этап его творчества. Он возглавил редакцию журнала «Brecha», ставшего преемником «Marcha».
В аргентинском художественном фильме Элисео Субьелы «Тёмная сторона сердца» (El lado oscuro del corazón), вышедшем на экраны в 1992 году, показана жизнь уругвайского поэта из Буэнос-Айресе в сопровождении стихотворений Марио Бенедетти, Оливерио Хирондо и Хуана Хельмана. Фильм также был показан на Берлинском кинофестивале, что сделало Бенедетти известным широкой публике.
Бенедетти постоянно жил часть времени в Монтевидео, а часть — в Мадриде.
26 января 2006 года Марио Бенедетти присоединился к таким известным личностям, как Габриэль Гарсия Маркес, Эрнесто Сабато, Тьяго де Мельо, Эдуардо Галеано, Карлос Монсивайс, Пабло Армандо Фернандес, Хорхе Энрике Адоум, Пабло Миланес, Луис Рафаэль Санчес, Майра Монтеро и Ана Лидия Вега, требовавшим независимости для Пуэрто-Рико.
В 2006 году от болезни Альцгеймера скончалась его супруга Лус Лопес. Это сильно подорвало здоровье Марио. Он часто читал свои произведения публике, сидя на сцене в кресле-качалке. Его выступления сопровождал гитарный аккомпанемент.
Его последняя книга — поэтический сборник «Testigo de uno mismo» — была опубликована в 2008 году.
17 мая 2009 года в своем доме в Монтевидео на 89-м году жизни Марио Бенедетти скончался.
Большую часть своей библиотеки в Мадриде он передал исследовательскому институту университета Аликанте.

## Награды
- В 1949—1958 годах Бенедетти неоднократно получал премию уругвайского министерства образования, от которой он затем отказался из-за предвзятости её присуждения в отношении некоторых писателей.
- В 1982 году Государственный совет Кубы вручил ему орден Феликса Варелы, а в 1989 году — медаль «Аиде Сантамариа»[2]..
- В 1986 году за своё литературное творчество он удостоен болгарской премии имени Христо Ботева. В 1987 году организация по защите прав человека «Международная амнистия» в Брюсселе вручила ему премию «Золотое пламя» за роман «Весна с отколотым углом» (Primavera con una esquina rota), переведенный впоследствии на девятнадцать языков мира, в том числе и на русский язык.
- Экранизация романа Бенедетти «Передышка» (La tregua) аргентинского режиссёра Серхио Ренана (Sergio Renán) была номинирована на Премию «Оскар» за лучший фильм на иностранном языке 1975 года, а также получила премию «Амаркорд» от Федерико Феллини.
- В 1999 году ему была присуждена Премия королевы Софии по ибероамериканской поэзии, а в 2000 году — межамериканская премия имени Хосе Марти.
- В 2004 Бенедетти получил премию международного этнического фестиваля «Этносур» в Алькала-ла-Реаль, провинция Хаэн, Испания).
- 7 июня 2005 года Международный университет имени Менендес-и-Пелайо в Сантандере наградил его международной премией Менендес-и-Пелайо в размере 48 000 евро.
- 18 декабря 2007 года Бенедетти был вручен Орден Франсиско Миранды первого класса, высшая награда Венесуэлы за выдающиеся заслуги в культуре.
- 30 ноября 1996 года Бенедетти получил премию имени Хуана Хосе Моросоли в области литературы.
- Он стал почётным доктором университета Республики в Уругвае, университетов Аликанте и Гаваны, почётным членом национальной Академии литературы в Монтевидео.

## Произведения
Марио Бенедетти написал более 60 романов, сотни стихотворений, коротких рассказов и пьес.

### Лирика
- 1945: La víspera indeleble — первая опубликованная книга
- 1956: Poemas de oficina
- 1963: Inventario, Poesía 1950—1958, Poemas del hoyporhoy
- 1977: La casa y el ladrillo
- 1981: Viento del exilio
- 1986: Preguntas al azar
- 1988: Yesterday y mañana
- 1991: Las soledades de Babel
- 1994: Inventario dos (1985—1994)
- 1995: The Exercise of Discretion: Oblivion Is Full of Memory
- 1996: El amor, las mujeres y la vida. Poemas de amor.
- 1997: La vida ese paréntesis
- 2002: Insomnios y Duermevelas, ISBN 84-7522-959-X
- 2004: Defensa propia, ISBN 950-731-438-5
- Little Stones At My Window, ISBN 1-880684-90-X
- Poemas de otros
- Noción de Patria
- Sólo mientras tanto
- Quemar las naves
- A ras de sueño
- Letras de emergencia
- 2008: Testigo de uno mismo — Свидетель самого себя

### Рассказы
- 1977: La vecina orilla — Ближний берег (переведён на русский язык)
- 1960: Montevideanos — Монтевидеанцы (сборник)
- Aquí se respira bien — Здесь дышится легко
- Los pocillos — Кофейные чашечки
- Acaso irreparable — Быть может, непоправимо (переведён на русский язык)
- Escrito en Überlingen
- El reino de los cielos
- Miss Amnesia — Мисс Забвение(переведён на русский язык)
- Una carta de amor
- La noche de los feos — Ночь уродов
- La sirena viuda
- El buzón del tiempo и другие.

### Эссе
- 1960: El país de la cola de paja
- La Colección

### Романы
- 1953: Quién de Nosotros
- 1960: La tregua — Передышка (переведён на русский язык), лёг в основу одноимённого фильма 1974 года
- 1965: Gracias por el fuego — Спасибо за огонёк (переведён на русский язык), лёг в основу одноимённого фильма 1984 года
- 1971: El cumpleaños de Juan Ángel
- 1982: Primavera con una esquina rota — Весна с отколотым углом (переведён на русский язык)
- 1982: Vientos del exilio
- 1984: Geografías
- 1991: Las soledades de Babel
- 1993: La borra del café
- 1996: Andamios
- 2003: El porvenir de mi pasado

### Пьесы
- 1958: Ida y Vuelta
- 1979: Pedro y el capitán

## Экранизации
Экранизация романа Бенедетти «Передышка» (La tregua) аргентинского режиссёра Серхио Ренана (Sergio Renán) была номинирована на Премию «Оскар» за лучший фильм на иностранном языке 1975 года, а также получила премию «Амаркорд» от Федерико Феллини.

## Публикации на русском языке
- Рассказы. М.: Прогресс, 1977
- Передышка. Спасибо за огонек. Весна с отколотым углом. Рассказы. М.: Радуга, 1986 (Мастера зарубежной прозы)
- Как Гринвичский меридиан (рассказ); Суббота, которая никак не приходит. Новеллы Латинской Америки. М.: Молодая гвардия, 1987
- Ближний берег (повесть); Латиноамериканская повесть. В двух томах. Том 2. М.: Художественная литература, 1989
- Спасибо за огонек. М.: Интердиалект+, 2003
- Наоборот (лирика, перевод Д. Юсова). М., 2024